# Остролодочник вздутоплодный
Остролодочник вздутоплодный (лат. Oxytropis physocarpa) — вид растений рода Остролодочник (Oxytropis) семейства Бобовые (Fabaceae), растущий в высокогорьях на щебнистых склонах и в каменистой тундре.

## Ботаническое описание
Растение низкорослое (3—7 см), дернистое, с мощным корнем и деревянистыми столонами, покрытыми вверху пленчатыми острыми прилистниками. Листья бугорчато-железистые. Листочки собраны в 8—12 мутовок, линейные или продолговатые, зелёные, вначале могут быть опушёнными.
Цветочные стрелки равны или короче листьев, почти голые, с 3—5 скученными цветками. Чашечка перепончатая, с прижатыми чёрными волосками и трехугольно-шиловидными зубцами в 3 раз короче трубки. Венчик пурпурово-лиловый. Флаг 19—20 мм дл., на конце едва выемчатый, длиннее крыльев. Лодочка с острием около 1,5 мм длиной. Завязь на короткой ножке. Бобы шаровидно-яйцевидные, без опушения, бугорчато-железистые, двугнёздные. 2n=16+2B.

## Охрана
Вид включён в Красную книгу России и в Красную книгу Республики Тыва.